# Avfallsrum

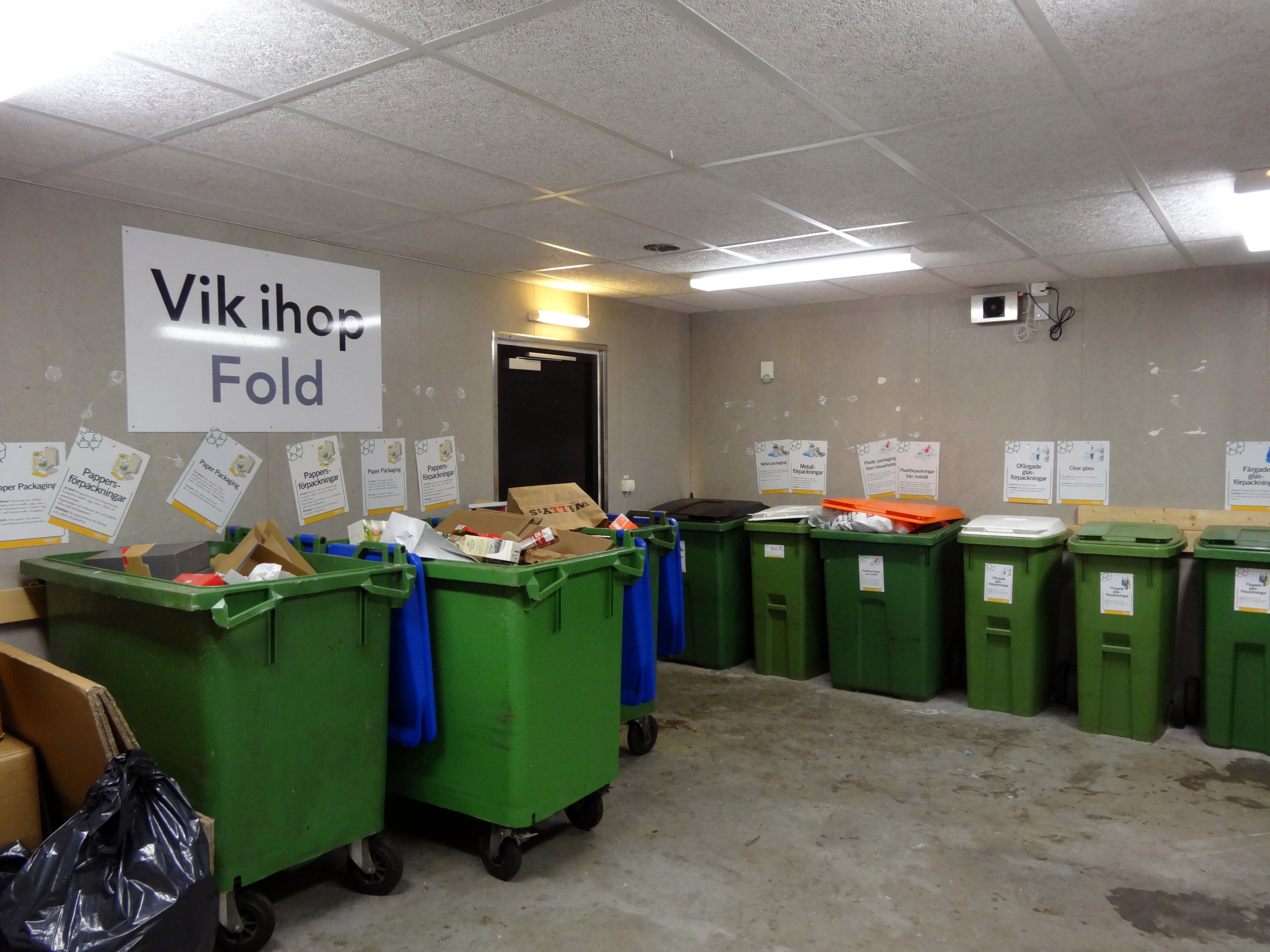
Ett soprum i ett studentbostadshus i Göteborg.

Avfallsrum, alternativt soprum, är ett rum avsett för avfall. Soprum brukar innehålla soptunnor. Avfallsrum finns i flerfamiljhus och kommersiella byggnader. Avfallsrummen kan vara sammankopplade med sopnedkast.